# Botafogo EC
Botafogo EC was een Braziliaanse voetbalclub uit Teresina in de staat Piauí. 

## Geschiedenis
De club werd opgericht in 1934 en werd in de volgende jaren zes keer kampioen. In deze tijd speelden de kampioenen van Teresina en Parnaíba tegen elkaar om de staatskampioen te bepalen. Na de oprichting van de voetbalbond FFP organiseerde deze vanaf 1941 het Campeonato Piauiense, waarvan Botafogo de eerste kampioen werd. Hierna volgden er nog vier titels, de laatste in 1957. 
In 1963 werd het profvoetbal ingevoerd in de staat en Botafogo was hier aanvankelijk niet bij. In 1965 speelde de club voor het eerst in de profcompetitie en speelde hier tot 1972. Na één jaar onderbreking keerde de club terug tot 1977 waarna ze ontbonden werden.

## Erelijst
Campeonato Piauiense
1934, 1935, 1936, 1937, 1938, 1940, 1941, 1945, 1946, 1949, 1957